# Heimatfreunde Eppingen
Die Heimatfreunde Eppingen – Eppinger Historischer Verein e. V. sind ein Verein für Orts- und Heimatkunde in Eppingen im Landkreis Heilbronn im nördlichen Baden-Württemberg.

## Aufgabe
Die Heimatfreunde Eppingen sind der historische Verein der Stadt Eppingen. Er hat sich zur Aufgabe gemacht, das heimatliche Kulturgut zu erhalten und wissenschaftlich zu erforschen. Dazu gehören: Denkmalschutz, Volks-, Heimat- und Landeskunde, Genealogie und die örtliche Mundart.
Der Verein veranstaltet Vorträge, Stadtführungen (Halbe nach Fünf), das Stadtg’schpräch und gibt heimatkundliche Veröffentlichungen heraus. Neben fachlicher Beratung pflegt er die Zusammenarbeit mit der Stadtverwaltung Eppingen und mit Vereinen, die die gleiche Ziele haben. Gleichzeitig unterhält er eine Bibliothek, ein Archiv und eine Fotosammlung.

## Geschichte
Der Verein Heimatfreunde Eppingen ist aus der Ortsgruppe Eppingen des Landesvereins Badische Heimat entstanden. Diese Ortsgruppe bestand bereits seit 1924. Der als gemeinnützig anerkannte Verein wurde 1977 gegründet und ins Vereinsregister eingetragen.
Zunächst führte Bernd Röcker den Verein als langjähriger 1. Vorsitzender (1977–1997) und 1997 übernahm diese Aufgabe Reinhard Ihle.

## Publikationen
In der Reihe Rund um den Ottilienberg. Beiträge zur Geschichte der Stadt Eppingen und Umgebung sind bisher 8 Bände erschienen:
- Band 1 (1979):
  - Edmund Kiehnle: Vom Ursprung der Stadt Eppingen bis zum Ende der Kurpfalz, S. 10–18.
  - Manfred Pfefferle: Die vorgeschichtliche Besiedlung der Eppinger Gemarkung, S. 20–23.
  - Edmund Kiehnle: Der Ottilienberg zu Eppingen, S. 35–48.
  - Franz Gehrig: Vom Königshof zur staufischen Reichsstadt, S. 49–62.
  - Adolf Neureuther: Die Hartmannus Hartmanni Stiftung, S. 93–103.
  - Bernd Röcker: Magister Leonhard Engelhart, Rektor der Lateinschule Eppingen 1550–1562, S. 103–113.
  - Edmund Kiehnle: Eppingens „Alte Universität“, S. 114–122. alemannia-judaica.de
  - Franz Gehrig: Eppinger Bürgersiegel, S. 123–135.
  - Fritz Luz: Hermann Gebhard zum 100. Geburtstag und 50. Todestag, S. 160–163.
  - Elfriede Stelter: Die „Churpfälzischen Bedienten“ anno 1729, S. 147. Eppingen. In: gov.genealogy.net. Abgerufen am 18. März 2025.
- Band 2 (1982):
  - Franz Gehrig: Die Ämter der Stadt Eppingen und ihre Inhaber, S. 24–40 (siehe auch Schultheißen in Eppingen und Liste der Stadtschreiber in Eppingen).
  - Franz Gehrig: Die „Ratsschänke“. Das älteste Fachwerkhaus im Elsenz, S. 48–50.
  - Reinhard Hauke: Eppinger Studenten an deutschen Universitäten (1348–1648), S. 60–73. Eppingen. In: gov.genealogy.net. Abgerufen am 18. März 2025.
  - Bernd Röcker: Magister Konrad Költer. Ein Eppinger Schulmeister als Wegbereiter des Humanismus in der Reichsstadt Heilbronn, S. 80–91.
  - Franz Gehrig: Geschichte des Weinbaus in Elsenz, S. 100–101. weinbaugeschichte.zadi.de
  - Edmund Kiehnle: Das Baumann’sche Haus zu Eppingen, S. 102–106.
  - Doris Demel/Bernd Röcker: Der französische Reichsbaron Johann Christian Kuhmann aus Rohrbach. Biographisches zur Hauptfigur einer Kalendergeschichte Hebels, S. 132–137.
  - Karl Türck: Zur Geschichte der  Eppinger Mühlen, S. 146–152.
  - Bernd Röcker: Gustav Rupp – ein Pionier auf dem Gebiet der Lebensmittelchemie, S. 174–178.
  - Fritz Luz: Ein Eppinger übersetzte die Bibel in die Balisprache. Ein Abriß des Lebens des Missionars Adolf Vielhauer, S. 179–187.
  - Michael Ertz: Adolf Vielhauer als Missionar, Theologe und Bibelübersetzer, S. 188–195.
  - Edmund Kiehnle: Eppingen von 1803–1933, S. 203–226.
- Band 3 (1985):
  - Bernd Röcker: Die Eppinger Juristenfamilie Hartmanni – ein Beispiel für den Aufstieg bürgerlicher Juristen im 15. und 16. Jahrhundert, S. 363–383.
  - Reinhard Ihle: Die Entwicklung des Handwerks und der Industrie in Eppingen von 1800–1939, S. 290–321.
  - Karlheinz Mai: Die Schenkungsurkunde König Otto III., S. 13–59.
  - Wolfram Angerbauer: Zur Verleihung der Rechte von Heilbronn an die Stadt Eppingen im Jahre 1303, S. 60–66.
  - Edmund Kiehnle: Die Judenschaft in Eppingen und ihre Kultbauten, S. 146–170. alemannia-judaica.de
  - Wolfgang Baunach: Die Wandmalereien in der katholischen Stadtpfarrkirche „Unsere Liebe Frau“ in Eppingen, S. 94–104.
  - Schwerpunkt 1000 Jahre Eppingen.
  - Karl Wieser: Das Eppinger Patriziergeschlecht Diemar.
  - Reinhart Hauke: Jüdische Kindheit in Eppingen in der Mitte des 19. Jahrhunderts, S. 242–267. alemannia-judaica.de
  - Frank Dähling: Die Raußmühle – Mühle des Heinrich Ruthards, S. 419–425. Literatur
- Band 4 (1986):
  - Wolfram Angerbauer: Zur Geschichte der Stadt Eppingen im 16. Jahrhundert, S. 29–37.
  - Remigius Bäumer: Marienfrömmigkeit im Spätmittelalter und im Zeitalter der katholischen Reform – Zur Geschichte der Pfarrei „Unsere Liebe Frau“, S. 41–49.
  - Hansmartin Schwarzmaier: Eppingen im ersten Viertel seiner 1000jährigen Geschichte, S. 120–135.
  - Fritz Luz: 150. Geburtstag der Palmbräu, S. 136–140.
  - Erwin Huxhold: Die Fachwerkhäuser in Eppingen, S. 145–170.
  - Hermann Jakobs: Auswanderungen aus der Universität Heidelberg in Pestzeiten – Das Beispiel Eppingen 1564/65, S. 173–187.
- Band 5 (1989/2. Auflage 1996):
  - Ralf Bischoff, Reinhard Hauke (Hrsg.), Der jüdische Friedhof in Eppingen. Eine Dokumentation
  - Wolfram Angerbauer: Zur Geschichte der jüdischen Gemeinde in Eppingen, S. 10–15.
  - Reinhard Hauke: Die Entstehungsgeschichte des Friedhofs, S. 17–23.
  - Joachim Hahn: Zur Grabstein-Symbolik des jüdischen Friedhofs, S 24–30. rsw.hd.bw.schule.de
  - Ralf Bischoff: Die Belegungsgeschichte des Friedhofs und die Veränderungen bis heute, S. 31–42.
  - Andreas Gotzmann/Ralf Bischoff: Dokumentation der Grabinschriften, S 43–327. rsw.hd.bw.schule.de
- Band 6 (1994):
  - Karl Dettling: Von den Ottonen zu den Staufern – aus der Frühgeschichte von Eppingen, S. 28–74.
  - Bernd Röcker: Eppingen und Umgebung während des Pfälzischen Erbfolgekrieges im Jahre 1693, S. 78–89.
  - Bernd Röcker: Aus der „Physikalisch-topographischen Beschreibung des Stadtphysikats Eppingen der Orte Eppingen und Mühlbach“ von 1807, S. 94–105.
  - Reinhard Ihle: Der Arbeiter- und Soldatenrat Eppingen. Aus den Revolutionstagen in Eppingen im Jahre 1818/1819, S. 118–126.
  - Reinhard Ihle: Zur Geschichte der Lesegesellschaft Eppingen 1831–1938, S. 134–152.
  - Wolfgang Baunach: Instandsetzung der Katharinenkapelle, S. 203–208.
- Band 7 (1997):
  - Helfer in der Not – Rettungsdienste in Eppingen – 150 Jahre Freiwillige Feuerwehr Eppingen. 100 Jahre DRK Ortsverein Eppingen
- Band 8 (2003)
  - Edmund Kiehnle: Eppingen und seine Fachwerkbauten.
- Band 9 (2010)
  - Reinhard Ihle: Gesundheitsfürsorge im spätmittelalterlichen und frühneuzeitlichen Eppingen, S. 12–18
  - Bernd Röcker: Das Gasthaus „Zum Löwen“ in Richen. Aus der Geschichte einer der ältesten Herbergen des Kraichgaus, S. 19–25
  - Edmund Kiehnle: Das Fachwerkhaus Leiergasse 9, S. 26–29
  - Frank Dähling: Translozierung einer spätmittelalterlichen Rauchküche aus Kleingartach ins Eppinger Museum auf der Raußmühle, S. 30–36
  - Heribert Marx: Johann Jacob Lumpert (ca. 1622–1681). Schultheiß von Eppingen, Amtsverweser von Boxberg, S. 37–46
  - Karl Jürgen Haug: Das Eppinger Forstamt und seine Vorsteher. Die Bewirtschaftung des Eppinger Stadtwaldes im Laufe der Jahrhunderte, S. 47–58
  - Reinhard Ihle: Zur Geschichte des Eppinger Krankenhauses, S. 59–68
  - Richard Wirbatz: Geschichte und Geschichten der Elsenzer Kirchturmuhr, S. 69–74
  - Ulrich Merz: Die Kraichgaubahn. Das zweite Gleis und die strategische Bedeutung im Ersten Weltkrieg, S. 75–81
  - Reinhard Ihle: Menschen – Grenzen – Nachbarn: Eppingen im 19. Jahrhundert, S. 82–91
  - Heike Krause: Eppinger Hunde und die Hundesteuer, S. 92–94
  - Werner L. Frank: Ich fand die Nadel im genealogischen Heuhaufen, S. 95–99
  - Felix Hüll: Es ist meine Pflicht, ihre Geschichte zu erzählen. Das Schicksal einer badischen Landjudenfamilie schildert der in Eppingen geborene und 1937 in die USA vertriebene Werner Frank am Beispiel seines Vaters Arthur in einer umfassenden Familienbiografie, S. 100–113
  - Lisa-Damaris Heitz, Michael Heitz: Selma Rosenfeld (1892–1984). Vom Kraichgau nach Kalifornien, S. 116–158
  - Wolfgang Ehret: „Stebbach - Eppingen im Land“. Erinnerungen des Roger Eisinger an ein Dorf, das es so nicht mehr gibt, S. 129–140
  - Simon Gajer: Nach 90 Jahren läuft der Abspann. Geschichte des Eppinger Altstadtkinos, S. 141–148
  - Edmund Kiehnle: Eppingen 1933–1939, S. 149–173
- Band 10 (2016)
  - Manfred Tschacher: Der Eppinger Kirchenhügel, S. 9–40.
  - Wolfgang Ehret: Die Urkunde zur Eppinger Stadtrechteverleihung von 1303 und woher der Eppinger Albertsberg seinen Namen hat, S. 41–48.
  - Bernd Röcker: Die Gugenmus von Eppingen und ihre Bedeutung für die Reform der Landwirtschaft im 18. Jahrhundert, im Kraichgau und in der Kurpfalz – Eine Spurensuche, S. 49–66.
  - Reinhard Ihle: "...hatte man beinahe ein Aufhören Regen und Sturm..." Auch in Eppingen gab es 1816 ein Jahr ohne Sommer, S. 67–73 – "Die Sintflut kam nach Mitternacht" – Verheerendes Unwetter tobte am 24./25. Juni 2016 über Eppingen, S. 74–78.
  - Alexander Hettich: Brandstifter Jakob Müller: Die Spur des Pyromanen, S. 79–92.
  - Petra Binder: Mit Hurra in die Katastrophe – Eppingen im Ersten Weltkrieg, S. 93–116.
  - Ulrich Merz: Das Stellwerk "West" in Eppingen – Ein technisches Denkmal, S. 117–128.
  - Ralph Fisher: Die Besuche des Großherzogs Friedrich I. von Baden in Eppingen, S. 129–138.
  - Lothar Auchter: Mit Lothar Auchter durch die Leiergasse, S. 139–142 – Erinnerungen und Anekdoten, S. 143–146.
  - Anna Pfefferle/Veronika Wolf: Wie wir unsere Flucht erlebten, S. 147–159.
  - Rolf Barth: Aufzeichnungen über meine Kinderzeit (1944–1955), S. 160–172.
  - Reinhard Ihle: Halbe nach 5, S. 173–185.
  - Reinhard Ihle: Nachruf auf Edmund Kiehnle, S. 186 – Nachruf auf Karl-Jürgen Haug, S. 187.

Unter dem Reihentitel Die besondere Reihe sind in den letzten Jahren folgende Bücher erschienen:
- Band 1: Otto Konrad. Malerei und Graphik. 1994; ISBN 3-93017-210-0
- Band 2: Koi Holz brennt net. Eppinger Geschichten gesammelt und erzählt von Manfred Pfefferle. 2000; ISBN 3-930172-13-5
- Band 3: Wie’s halt war. Geschichten aus Eppingen, gesammelt und erzählt von Manfred Pfefferle. 2001; ISBN 3-930172-15-1
- Band 4: Helmut Binder: Der Stadtwald Eppingen. 1950 - 2000. 2001; ISBN 3-930172-14-3
- Band 5: Jüdisches Leben im Kraichgau. Zur Geschichte der Eppinger Juden und ihrer Familien. 2006; ISBN 3-930172-17-8
- Band 6: Elisabeth Dörr: Alt-Eppingen in Bildern. 2007; ISBN 978-3-930172-18-4
- Band 7: Bernd Röcker: Die Hartmanni von Eppingen und ihre Zeit. Begleitheft zur Ausstellung in der Galerie im Rathaus der Stadt Eppingen vom 7.11 bis 21.12.2008; ISBN 978-3-930172-20-7